# Кандерштег
Кандерштег (нім. Kandersteg) — громада  в Швейцарії в кантоні Берн, адміністративний округ Фрутіген-Нідерзімменталь.

## Географія
Громада розташована на відстані близько 55 км на південь від Берна.
Кандерштег має площу 134,3 км², з яких на 1% дозволяється будівництво (житлове та будівництво доріг), 13,3% використовується в сільськогосподарських цілях, 11,8% зайнято лісами, 73,9% не є продуктивними (річки, льодовики або гори).

## Демографія
2019 року в громаді мешкала 1281 особа (+4,1% порівняно з 2010 роком), іноземців було 22%. Густота населення становила 10 осіб/км².
За віковим діапазоном населення розподілялося таким чином: 13,5% — особи молодші 20 років, 59,3% — особи у віці 20—64 років, 27,2% — особи у віці 65 років та старші. Було 658 помешкань (у середньому 1,9 особи в помешканні).
Із загальної кількості 708 працюючих 40 було зайнято в первинному секторі, 95 — в обробній промисловості, 573 — у галузі послуг.